# Fresnoy-au-Val
Fresnoy-au-Val – miejscowość i gmina we Francji, w regionie Hauts-de-France, w departamencie Somma.
Według danych na rok 1990 gminę zamieszkiwało 218 osób, a gęstość zaludnienia wynosiła 27 osób/km² (wśród 2293 gmin Pikardii Fresnoy-au-Val plasuje się na 780. miejscu pod względem liczby ludności, natomiast pod względem powierzchni na miejscu 599.).